# Arctocephalus tropicalis
L'otaria orsina subantartica (Arctocephalus tropicalis) è un'otaria orsina che vive nelle regioni meridionali degli Oceani Atlantico e Indiano. Venne descritta per la prima volta da Gray nel 1872 a partire da un esemplare recuperato in Australia settentrionale - da cui l'inappropriato nome scientifico tropicalis.

## Descrizione fisica
Rispetto alle oltre otarie orsine, quella subantartica è di medie dimensioni. I maschi, lunghi 2 m, pesano 160 kg, mentre le femmine sono molto più piccole - 1,4 m e 50 kg. Entrambi i sessi hanno il petto e la faccia di un caratteristico colore arancio-crema. Il ventre è molto più brunastro. I maschi hanno il dorso che va dal grigio scuro al bruno, mentre le femmine lo hanno grigio più chiaro. Alla nascita, e fino all'età di tre mesi, i cuccioli sono neri. Il muso è breve e appiattito. Le natatoie sono corte e larghe. Vivono per circa 20-25 anni.

## Areale
Le otarie orsine subantartiche hanno una distribuzione vastissima. Come implica il loro nome, si riproducono in località più settentrionali delle otarie orsine antartiche. Le colonie riproduttive più numerose si trovano sulle isole di Gough, nell'Atlantico meridionale, e di Amsterdam, nella parte meridionale dell'Oceano Indiano. Gruppi riproduttivi si trovano anche sulle isole di Marion (dove il loro areale si sovrappone con quello della specie antartica), Prince Edward, Crozet e Macquarie. Nei luoghi dove i due areali si sovrappongono, la specie subantartica si riconosce per il colore arancio del petto.
Attualmente vi sono circa 300.000 otarie orsine subantartiche. Questo numero è tuttavia inferiore rispetto a quello dei tempi in cui la specie venne scoperta per la prima volta, nel 1810, a causa della caccia per le loro pelli protrattasi per tutto il diciannovesimo secolo. Comunque, sotto la protezione della Convenzione per la Conservazione delle Foche Antartiche, il loro numero è aumentato rapidamente nella maggior parte dell'areale. L'unica popolazione minacciata è quella che sopravvive sull'isola di Heard. Diversamente da quanto è avvenuto per quelle antartiche, la cui diversità genetica è bassa, in seguito alla caccia che le ridusse nel 1900 ad una sola colonia, la diversità della specie subantartica è rimasta elevata.